# Stephen Tataw
Stephen Tataw Eta (Yaundé, 31 de marzo de 1963-Ib., 31 de julio de 2020) fue un futbolista camerunés. Jugaba de lateral por la derecha y fue internacional absoluto por la selección de Camerún entre 1986 y 1994, además de capitán del equipo en las Copas Mundiales de Italia 1990 y Estados Unidos 1994.

## Trayectoria
Comenzó su carrera en el Tonnerre Yaoundé, y a pesar de que era uno de los grandes clubes del país, Tataw jugaba en canchas de tierra en estadios sin duchas ni vestuarios.
En octubre de 1990, luego de su participación en el Mundial de 1990, Tataw se probó sin éxito en el Queens Park Rangers y el Brighton & Hove Albion de Inglaterra.
En el libro de Simon Kuper: Football Against the Enemy, se cuenta que durante la segunda temporada de Tataw en el Olympic Mvolyé, el defensor fue asaltado en su auto y golpeado por cuatro hombres armados días antes de la final de la Copa de Camerún. Igualmente Tataw jugó ese encuentro, donde consiguió el penal de la victoria que su compañero Bertin Ebwellé anotó.
En 1995 fichó por el Tosu Futures de Japón, siendo el primer africano en jugar como profesional en el país nipón. Se retiró en 1997.
En abril de 2018 fue mencionado como uno de los candidatos para dirigir a la selección de Camerún.

## Selección nacional

### Participaciones en Copas del Mundo
| Copa            | Sede           | Resultado        |
| --------------- | -------------- | ---------------- |
| Mundial de 1990 | Italia         | Cuartos de final |
| Mundial de 1994 | Estados Unidos | Primera fase     |

### Participaciones en Copas Africanas
| Copa                           | Sede      | Resultado    |
| ------------------------------ | --------- | ------------ |
| Copa Africana de Naciones 1988 | Marruecos | Campeón      |
| Copa Africana de Naciones 1990 | Argelia   | Primera fase |
| Copa Africana de Naciones 1992 | Senegal   | Cuarto lugar |

## Clubes
| Club             | País    | Año       |
| ---------------- | ------- | --------- |
| Tonnerre Yaoundé | Camerún | 1986-1991 |
| Olympic Mvolyé   | Camerún | 1992-1994 |
| Tosu Futures     | Japón   | 1995-1997 |

## Palmarés

### Títulos nacionales
| Título                      | Club             | País    | Año  |
| --------------------------- | ---------------- | ------- | ---- |
| Primera División de Camerún | Tonnerre Yaoundé | Camerún | 1988 |
| Copa de Camerún             | Tonnerre Yaoundé | Camerún | 1989 |
| Copa de Camerún             | Tonnerre Yaoundé | Camerún | 1991 |
| Copa de Camerún             | Olympic Mvolyé   | Camerún | 1992 |
| Copa de Camerún             | Olympic Mvolyé   | Camerún | 1994 |